# La voce della luna
Pour plus de détails, voir Fiche technique et Distribution.
La voce della luna, initialement sorti en France sous le titre La Voix de la lune, est un film franco-italien sorti en 1990, réalisé par Federico Fellini. Adapté du roman Le Poème des lunatiques (Il poema dei lunatici) d'Ermanno Cavazzoni, le film est le dernier réalisé par Federico Fellini, mort trois ans plus tard.

## Synopsis
Mise en images de la nostalgie : Le candide Ivo Salvini, vagabond qui communique avec la Lune, part pour une étrange contrée rendre un escarpin d'argent qu'il a autrefois dérobé à la blonde Aldina...

## Fiche technique
- Titre original : La voce della luna
- Titre français : La voce della luna ou La Voix de la lune[2]
- Réalisateurs : Federico Fellini
- Scénario : Federico Fellini, Tullio Pinelli et Ermanno Cavazzoni, d'après le roman Il poema dei lunatici - Le Poème des lunatiques - de Cavazzoni.
- Assistants réalisateurs: Gianni Arduini, Daniela Barbiani, Marco Polimenti.
- Directeur de la photographie (Technicolor) : Tonino Delli Colli
- Collaborateur technique pour la couleur : Carlo La Bella
- Cameraman : Marco Sperduti
- Assistants opérateurs : Massimo Intoppa, Roberto De Franceschi
- Musique : Nicola Piovani
- Son : Tommasso Quattrini
- Ingénieur du son : Tommaso Quattrini
- Montage : Nino Baragli
- Décors : Dante Ferretti
- Premier architecte : Massimo Razzi
- Architecte : Nazzareno Piana
- Costumes : Maurizio Millenotti assisté de Alfonsina Lettieri, Carlo Poggioli
- Accessoires : Francesca Lo Schiavo
- Chorégraphe : Mirella Agujaro
- Édition : Lillo Capuano
- Producteurs : Mario et Vittorio Cecchi Gori
- Directeur de production : Roberto Mannoni
- Producteurs exécutifs : Bruno Altissini et Claudio Saraceni
- Administration générale : Pietro Notarionni, Maurizio Pastrovich
- Inspecteurs de production : Piero Spadoni, Nicola Mastrolilli
- Production : CG Group Tiger Cinematographica et la Cinemax, avec la collaboration de la RAI-Uno, Radiotelevisione Italiana, Rome et Films A2, La Sept
- Studios : Stabilimenti Cinematografici Pontini SpA
- Pays de production :  Italie,  France
- Distribution : Penta Distribuzione
- Format : 35 mm, en couleurs
- Date de sortie :
  - Italie : 31 janvier 1990 (Rome)
  - Italie : 1er février 1990 (sortie nationale)
  - France : 18 mai 1990

## Distribution
- Roberto Benigni (VF : Dominique Collignon-Maurin) : Ivo Salvini
- Paolo Villaggio (VF : Philippe Dumat) : le préfet Gonnella
- Nadia Ottaviani : Aldina Ferruzzi
- Marisa Tomasi : Marisa-la-locomotive
- Angelo Orlando : Nestore
- Sim (VF : lui-même) : le joueur de hautbois
- Syusy Blady : Susy, la sœur d'Aldina
- Dario Ghirardi (VF : William Sabatier) : le journaliste
- Dominique Chevalier : Tazio, le 1er frère de Micheluzzi
- Nigel Harris : Giuanin, le 2e frère de Micheluzzi
- Vito (VF : Marc Alfos) : Terzio, le 3e frère de Micheluzzi
- Daniela Airoldi
- Stefano Antonucci
- Ferruccio Brembilla (VF : Jean Barney) : le Dr Speroni
- Stefano Cedrati
- Giordano Falzoni : le professeur
- Giovanni Javarone : le croque-mort
- Arrigo Mozzo (VF : Jean-Pierre Leroux) : Osvaldo, le mari d'Adèle
- Angela Parmigiani : la reine de Gnocco
- Patrizio Roversi (VF : Marc François) : le fils du préfet Gonnella
- Silvana Strocchi : Gertrude, l'épouse du joueur de hautbois
- Eraldo Turra (VF : Mario Santini) : l'avocat
- Andrea Azzariti : le roi de Gnocco (non crédité)
- Jerry Flagello (VF : Joël Martineau) : Don Antonio, le prêtre (non crédité)
- Lorose Keller : la duchesse (non créditée)
- Antonietta Patriarca (VF : Arlette Thomas) : la mère de Marisa (non créditée)
- Uta Schmidt (VF : Michèle Bardollet) : la grand-mère (non créditée)
- George Taylor (VF : Pascal Renwick) : l'amant de Marisa (non crédité)

## Distinctions
- 3 David di Donatello Awards dont meilleur acteur pour Paolo Villaggio

## Autour du film
- Une réédition du film en DVD et Blu-Ray (incluant des bonus inédits) est diffusée le 17 mai 2011, par Gaumont.